# Тевризское городское поселение
Тевризское городско́е поселе́ние — муниципальное образование в Тевризском районе Омской области Российской Федерации.
Административный центр — рабочий посёлок Тевриз.

## История
Статус и границы городского поселения установлены Законом Омской области от 30 июля 2004 года № 548-ОЗ «О границах и статусе муниципальных образований Омской области»

## Население
| 2010  | 2011  | 2012  | 2013  | 2014  | 2015  | 2016  |
| ----- | ----- | ----- | ----- | ----- | ----- | ----- |
| 7215  | ↘7181 | ↘6966 | ↘6797 | ↘6726 | ↗6865 | ↗6999 |
| 2017  | 2018  | 2019  | 2020  | 2021  | 2023  |       |
| ↗7105 | ↗7122 | ↘7103 | ↗7132 | ↘6910 | ↗6922 |       |

## Состав городского поселения
| № | Населённый пункт | Тип населённого пункта                  | Население |
| - | ---------------- | --------------------------------------- | --------- |
| 1 | Кускуны          | деревня                                 | ↘188      |
| 2 | Полуяновка       | деревня                                 | ↘41       |
| 3 | Тевриз           | рабочий посёлок, административный центр | ↘6678     |